# Desplatsia chrysochlamys
Desplatsia chrysochlamys là một loài thực vật có hoa trong họ Cẩm quỳ. Loài này được (Mildbr. & Burret) Mildbr. & Burret mô tả khoa học đầu tiên năm 1926.